# Saga (còmic)
Saga és una sèrie de còmics space opera i fantasia èpica escrita per Brian K. Vaughan i il·lustrada per Fiona Staples, publicada mensualment per Image Comics amb un gran èxit de vendes. La sèrie està fortament influenciada per Star Wars i es basa en les idees que Vaughan va tenir tant de nen com sent pare. Es representa un matrimoni, Alana i Marko, d'unes races extraterrestres llargament en guerra, i que van fugir de les autoritats dels dos bàndols de la guerra galàctica que lluitaven per tenir cura de la seva filla, Hazel, que neix al començament de la sèrie i narra la sèrie ja d'adulta. La sèrie és reconeguda pel seu retrat de la diversitat ètnica, sexual i social, i el seu tractament de la guerra.
El còmic ha sigut descrit en els resums com "Star Wars es barreja amb Joc de trons", i pels crítics com evocatiu tant de la ciència-ficció i de fantasies èpiques com El Senyor dels Anells i d'obres clàssiques com Romeu i Julieta.
El primer número de Saga es va publicar el 14 de març de 2012, amb bones crítiques i venda completa de la primera impressió. La sèrie ha guanyat diversos premis Eisner el 2013, 2014, 2015 i la primera col·lecció en TPB va guanyar el premi Hugo a millor història gràfica el 2013. L'estiu de 2018, amb la publicació del número 54, Vaughan va anunciar una pausa d'aproximadament un any, després del qual ell i Staples continuarien amb la publicació de l'obra. El 9 d'octubre de 2021 Image Comics va anunciar que es reprendria la publicació de Saga amb el número 55. un doble número de 44 pàgines, el 26 de gener de 2022.

## Publicacions
L'editorial Image Comics publica la sèrie en paper per volums que recullen 6 capítols cada un.
Els títols publicats fins ara són:
| Títol             | Capítols | Any de publicació - Image Comics |
| ----------------- | -------- | -------------------------------- |
| Saga Volume ONE   | 1 - 6    | 2012                             |
| Saga Volume TWO   | 7 - 12   | 2013                             |
| Saga Volume THREE | 13 - 18  | 2014                             |
| Saga Volume FOUR  | 19 - 24  | 2014                             |
| Saga Volume FIVE  | 25 - 30  | 2015                             |
| Saga Volume SIX   | 31 - 36  | 2016                             |
| Saga Volume SEVEN | 37 - 42  | 2017                             |
| Saga Volume EIGHT | 43 - 48  | 2018                             |
| Saga Volume NINE  | 49 - 54  | 2018                             |